# Rudolf Zinggeler (Politiker)
Rudolf Zinggeler (* 24. November 1819 in Elgg; † 11. Oktober 1897 in Richterswil) war ein Schweizer Lehrer, Seidenfabrikant und Politiker.
Rudolf Zinggeler-Syfrig war der Sohn des Webers Hans Jakob Zinggeler. Nach der Primarschule wurde er Weber und bildete sich bei seinem Bruder Jakob, der Lehrer in Zell war, weiter. Von 1835 bis 1838 besuchte er das Lehrerseminar in Küsnacht, das 1832 als erstes staatliches Lehrerseminar der Schweiz eröffnet worden war. Er lehrte 1838 als Vikar in Ohringen und ab 1839 am Waisenhaus Zürich. Anschliessend bildete er sich in Lausanne und Küsnacht zum Sekundarlehrer weiter. Von 1845 bis 1851 war er in Kilchberg als Sekundarlehrer tätig.
Ab 1849 beschäftigte er sich mit der Seidenweberei. 1851 gründete er mit seinem Bruder Samuel eine Seidenweberei in Wädenswil. 1865 gaben sie die Weberei auf und gründeten die Seidenzwirnerei Zinggeler in Richterswil. Rudolf Zinggeler erhielt von der Gemeinde kostenlos Land in der «Garnhänki» für die Erstellung einer neuen Fabrik. Im Gegenzug erstellte er mit seinem Fabrikwasserwerk in Richterswil ein Hydrantensystem.
1863 folgte die Seidenzwirnerei Zinggeler in Embrach. Die Brüder trennten sich 1873, und Rudolf Zinggeler wurde Alleinbesitzer der Seidenzwirnerei mit Fabriken in Wädenswil, Richterswil, Pfäffikon SZ, Embrach, Wangen und Kloten. Mit eigenen Erfindungen verbesserte er die Zwirnproduktion. 1893 erstellte er neben dem Fabrikgebäude eine Villa für seinen Sohn Rudolf Zinggeler-Danioth.
Seine politische Karriere begann er als Gemeinderat in Richterswil. Von 1875 bis 1878 war er als Demokrat im Zürcher Kantonsrat, und von 1875 bis 1878 sass er im Nationalrat.